# Roztoka (powiat tatrzański)
Roztoka – schronisko turystyczne położone w województwie małopolskim w powiecie tatrzańskim w gminie Bukowina Tatrzańska.
W latach 1975–1998 miejscowość administracyjnie należała do województwa nowosądeckiego.
W miejscowości znajduje się schronisko PTTK w Dolinie Roztoki.